# Jeremy Lloyd
Pour les articles homonymes, voir Lloyd.
John Jeremy Lloyd est un scénariste, acteur, réalisateur et producteur, né dans l'Essex le 22 juillet 1930 et mort à Londres le 23 décembre 2014.

## Filmographie

### comme scénariste
- 1974 : Vampira
- 1976 : The Bawdy Adventures of Tom Jones : Lord Fellamar
- 1977 : Are You Being Served?
- 1979 : Beanes of Boston (TV)
- 1992 : The Best of 'Are You Being Served?' (TV)

### comme acteur
- 1960 : Man in the Moon : le conducteur de la Jaguar.
- 1960 : L'Académie des coquins (School for Scoundrels or How to Win Without Actually Cheating!) : Dingle
- 1961 : Seven Keys
- 1961 : Le Prisonnier récalcitrant (Very Important Person) de Ken Annakin : 'Bonzo' Baines
- 1962 : We Joined the Navy : Dewberry
- 1962 : Two and Two Make Six (en) : le jeune homme
- 1962 : L'Agent secret de Churchill (en) (Operation Snatch) : le capitaine James
- 1962 : Crooks Anonymous : le M. C. au Peekaboo Club
- 1963 : Juke-Box 65 (Just for Fun) : le fils du premier ministre
- 1963 : Death Drums Along the River (en) : Hamilton
- 1964 : A Hard Day's Night : le grand danseur de la disco
- 1965 : Three Hats for Lisa (en) : l'officier des Guards
- 1965 : The Liquidator : le jeune homme
- 1965 : Ces merveilleux fous volants dans leurs drôles de machines (Those Magnificent Men in Their Flying Machines or How I Flew from London to Paris in 25 hours 11 minutes) : le lieutenant Parsons
- 1965 : Au secours! (Help!) : l'homme dans le restaurant
- 1965 : Sherlock Holmes contre Jack l'Éventreur (A Study in Terror) : Rupert
- 1966 : The Sandwich Man : Guardsman
- 1966 : Un mort en pleine forme (The Wrong Box) : Brian Allen Harvey
- 1966 : Doctor in Clover (en) : Lambert Symington
- 1967 : Chapeau melon et bottes de cuir, Bertram Fortescue Winthrop Smith
- 1967 : Les Turbans rouges (The Long Duel) : Crabbe
- 1967 : Smashing Time : Jeremy Tove
- 1968 : Salt and Pepper : Lord Ponsonby
- 1969 : Assassinats en tous genres (The Assassination Bureau) : l'officier anglais
- 1969 : Good bye, M. Chips (Goodbye, Mr. Chips) : Johnson
- 1969 : The Magic Christian : Lord Hampton
- 1970 : Games That Lovers Play (en) : Jonathan Chatterley
- 1971 : It's Awfully Bad for Your Eyes, Darling (série TV) : Dutton
- 1972 : Funny You Should Say That (série TV)
- 1974 : Le Crime de l'Orient-Express (Murder on the Orient Express) : A.D.C.

### comme réalisateur
- 1972 : Are You Being Served? (série télévisée)
- 1980 : Are You Being Served? (série télévisée)
- 1982 : Allô Allô (série TV)

### comme producteur
- 1977 : Are You Being Served?